# 魯哀公
鲁哀公（约前508年—前468年），姬姓，名將，為春秋諸侯國魯國君主之一，是魯國第二十六任君主。魯定公之子，承襲魯定公擔任該國君主，在位27年。
鲁哀公在位时，鲁国大权被卿大夫家族把持，史称三桓，即所谓“政在大夫”。鲁哀公曾经试图恢复君主权力，同三家大夫冲突加剧，终致流亡越国。魯哀公27年，鲁哀公通过邾国逃到越国。
在位期間執政的士大夫為季孫斯、叔孫州仇、仲孫何忌、季孫肥、叔孫舒、仲孫彘。

## 家庭

### 子
| 通稱   | 姓 | 氏 | 名 | 字 | 母 | 諡 | 封地 |
| ------ | -- | -- | -- | -- | -- | -- | ---- |
| 魯悼公 | 姬 |    | 寧 |    |    | 悼 | 魯國 |
| 公子荊 | 姬 |    | 荊 |    |    |    |      |
| 孺子𪏆 | 姬 |    | 𪏆 |    |    |    |      |